# Siegfried Nobis
Siegfried Nobis (* 17. September 1939 in Affalter) ist ein deutscher Metallschleifer und früherer Volkskammerabgeordneter der DDR für die Freie Deutsche Jugend (FDJ).

## Leben
Nobis ist der Sohn eines Arbeiters. Nach dem Besuch der Volksschule und der Berufsschule nahm er 1953 eine dreijährige Lehre zum Ofensetzer auf. Nachdem er einige Jahre in diesem Beruf gearbeitet hatte – unterbrochen von einem dreijährigen Wehrdienst bei der Deutschen Grenzpolizei – schloss er von 1961 bis 1962 eine Lehre zum Metallschleifer an. Als solcher arbeitete er im VEB Walzwerk Hettstedt in Klostermansfeld. Ab 1962 nahm er an einem Lehrgang mit dem Ziel des Abschlusses als Meister der volkseigenen Industrie teil. Er wohnt in Hettstedt.

## Politik
Nobis trat 1958 in die FDJ ein und wurde 1963 Kandidat des Zentralrates der FDJ. 1958 wurde er Mitglied der SED.
In der Wahlperiode von 1963 bis 1967 war er Mitglied der FDJ-Fraktion in der Volkskammer der DDR, die unter Vorsitz von Helmut Müller stand.